# Víctor Gómez
Víctor Gómez, né le 1er avril 2000 à Olesa de Montserrat en Espagne, est un footballeur espagnol qui évolue au poste d'arrière droit au SC Braga.

## Biographie

### Espanyol de Barcelone
Passé par le FC Barcelone où il intègre La Masia en 2010 et où il évolue jusqu'en 2014, Víctor Gómez poursuit sa formation chez le rival de l'Espanyol de Barcelone, qu'il rejoint en 2015. 
Gómez joue son premier match en professionnel le 20 octobre 2019, à l'occasion d'une rencontre de Liga face au Villarreal CF. Il est titulaire à droite d'une défense à cinq et son équipe s'incline ce jour-là (0-1). Malgré le changement fréquent d'entraîneurs au cours avec quatre coach qui se succèdent au total, Gómez cumule du temps et dispute 18 matchs de Liga. L'Espanyol, après une saison difficile en bas de tableau, est finalement relégué, une première depuis 1994.

### Prêt au CD Mirandés
Le 10 septembre 2020, Gómez est prêté une saison au CD Mirandés.
Il joue son premier match le 13 septembre en entrant en jeu contre l'AD Alcorcón lors de la première journée de Segunda División. Le 10 octobre, Gómez inscrit son premier but en professionnel face au CE Sabadell après avoir délivré une passe décisive et contribue à un succès 0-2.

### Málaga CF
Le 20 août 2021, Víctor Gómez est prêté au Málaga CF pour une saison. Il joue son premier match le 27 août suivant, lors d'une rencontre de championnat contre l'AD Alcorcón. Il est titulaire et son équipe l'emporte par un but à zéro ce jour-là.

### SC Braga
Le 29 juin 2022, Víctor Gómez est prêté au Portugal, au SC Braga, pour une saison avec option d'achat.
Le 7 juin 2023, Braga décide de lever l'option d'achat de Gómez. Le joueur rejoint alors définitivement le club, signant un contrat courant jusqu'en juin 2028,.

### En sélection nationale
Avec les moins de 17 ans, Víctor Gómez participe au championnat d'Europe des moins de 17 ans en 2017. Lors de cette compétition organisée en Croatie, il joue trois matchs en tant que titulaire. Il s'illustre en délivrant une passe décisive le 9 mai lors du match nul face à la Croatie (1-1). L'Espagne remporte le tournoi en battant l'Angleterre en finale, après une séance de tirs au but. 
Víctor Gómez est sélectionné avec les moins de 19 ans pour participer au championnat d'Europe des moins de 19 ans en 2019. Lors de cette compétition organisée en Arménie, il joue quatre matchs, tous en tant que titulaire. L'Espagne remporte le tournoi en battant le Portugal en finale.

## Palmarès

### En club
Víctor Gómez est avec le SC Braga finaliste de la Coupe du Portugal en 2023.

### En équipe nationale
Avec l'Espagne moins de 17 ans, il remporte le championnat d'Europe des moins de 17 ans en 2017. Avec l'Espagne moins de 19 ans, il gagne le championnat d'Europe des moins de 19 ans en 2019.